# Tobias Ellwood

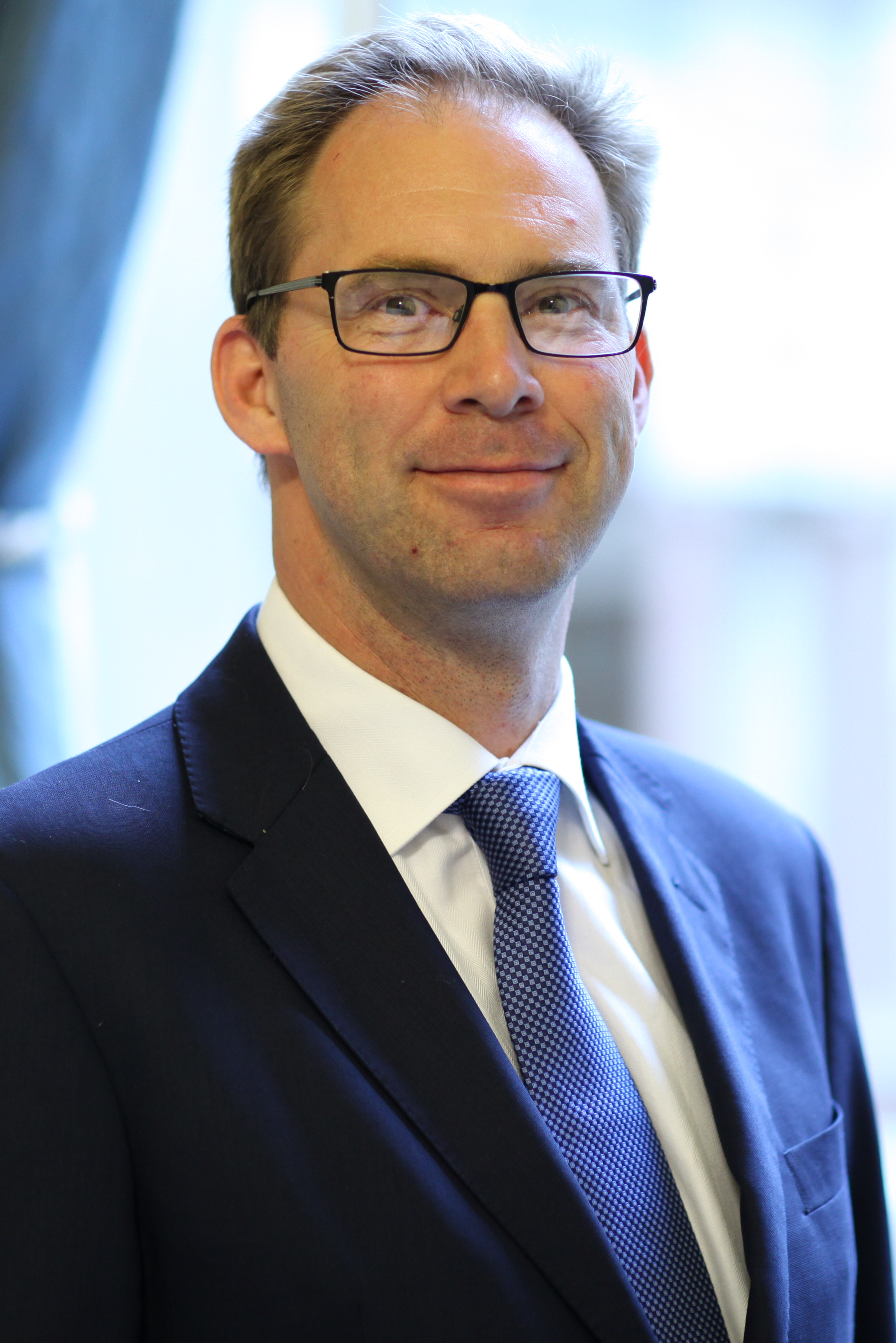
Tobias Ellwood, 2014

Tobias Martin Ellwood PC (* 12. August 1966 in New York City, Vereinigte Staaten) ist ein britischer Politiker der Conservative Party.

## Leben
Nach seinem Universitätsstudium an der Loughborough University war Tobias Ellwood von 1991 bis 1996 Soldat im Regiment der Royal Green Jackets. Dabei war er in Kuwait, Nordirland und Deutschland stationiert. Anschließend arbeitete er zwei Jahre lang an der Londoner Börse. Ellwood verlor seinen Bruder Jon 2002 beim Anschlag von Bali.
Von Juli 2014 bis Juni 2017 war Ellwood Parlamentarischer Staatssekretär im Foreign and Commonwealth Office des Vereinigten Königreichs. Von Juni 2017 bis Juli 2019 war er Parlamentarischer Staatssekretär im Verteidigungsministerium.
Ellwood erlangte internationale Bekanntheit, nachdem er beim Terroranschlag in London am 22. März 2017 einen Polizisten versuchte wiederzubeleben, was jedoch misslang. Ellwood wurde in Anerkennung seiner Tat zum Mitglied des Privy Council ernannt.
Im Juli 2023 sah sich Ellwood starker Kritik von afghanischen Frauenrechtsorganisationen ausgesetzt, nachdem er ein Video veröffentlicht hatte, in dem er sich für die Aufnahme von diplomatischen Beziehungen zwischen dem Vereinigten Königreich und dem Taliban-Regime in Afghanistan ausgesprochen hatte. Zu diesem Zeitpunkt hatte kein Staat der Welt das Taliban-Regime diplomatisch anerkannt. Auch einige konservative Fraktionskollegen kritisierten Ellwood. Man dürfe nicht vergessen, dass die Taliban immer noch nach ehemaligen afghanischen Mitarbeitern der in Afghanistan früher stationierten NATO-Truppen fahndeten, um sie zu töten.